# نيك بونينو
نيك بونينو (بالإنجليزية: Nick Bonino)‏ (و. 1988  م) هو لاعب هوكي الجليد أمريكي، ولد في فارمنغتون، كونيتيكت، مركز لعبه هو مركز ‏.

## التعليم
تعلم في جامعة بوسطن.

## روابط خارجية
- نيك بونينو على موقع دوري الهوكي الوطني (الإنجليزية)
- نيك بونينو على موقع قاعة مشاهير الهوكي (لاعب أن.إتش.أل) (الإنجليزية)
- نيك بونينو على موقع EliteProspects.com (الإنجليزية)
- نيك بونينو على موقع Eurohockey.com (الإنجليزية)
- نيك بونينو على موقع HockeyDB.com (الإنجليزية)
- نيك بونينو على موقع Hockey-Reference.com (الإنجليزية)